# Baron Parmoor
Baronowie Parmoor 1. kreacji (parostwo Zjednoczonego Królestwa)
- 1914–1941: Charles Alfred Cripps, 1. baron Parmoor
- 1941–1977: Alfred Henry Seddon Cripps, 2. baron Parmoor
- 1977–1977: Frederick Heyworth Cripps, 3. baron Parmoor
- 1977 -: Frederick Alfred Milo Cripps, 4. baron Parmoor